# Peter Wilken Heiberg
 Der er flere personer med dette navn, se Peter Heiberg.
Peter Wilken Heiberg (født 24. juli 1840 i København, død 21. juni 1920 på Petersdal i Almind Bakker ved Hald Sø) var en dansk læge og blandt de første der foretog neurokirurgi og operationer mod Basedows sygdom. Han er søn af præsten Søren Johan Heiberg.

## Historie
Heiberg blev i 1860 student fra Metropolitanskolen i København, og umiddelbart efter begyndte han at studere medicin ved Københavns Universitet. Da 2. Slesvigske Krig brød ud i 1864 blev Heiberg indkaldt til hæren, hvor han gjorde tjeneste som underlæge i 1. divisions ambulance under kampene ved Dybbøl. Efter krigens afslutning fortsatte han medicinstudierne og afsluttede dem i 1867 med universitetets guldmedalje. Som 29-årig modtog Heiberg i 1869 sin medicinske doktorgrad. Praktikopholdene under studierne skete på Almindelig Hospital og Kommunehospitalet i København, samtidig med at han læste fysiologi under Peter Ludwig Panum.
I 1868 slog Heiberg sig ned i Thisted som praktiserende læge, hvor han blandt andet udførte kirurgi, foretog amputationer og opererede cyster i æggestokken. Det var epokegørende med Heibergs store operationer i Thisted, da man på daværende tidspunkt kun havde små købstadsygehuse der ikke foretog større indgreb, men i stedet overførte patienterne til behandling på ét af hovedstadens mere avancerede sygehuse.
Peter Heiberg tog i 1871 på studierejse til USA, hvor han lærte at bruge nye antiseptiske metoder inden operationer, og dermed mere hygiejnisk. Heiberg foretog i 1875 det første vellykkede kejsersnit på en levende mor i Danmark. Året før var han blevet udnævnt til distriktslæge i Thisted.
Heiberg blev i 1879 udnævnt til overlæge på Viborg Sygehus, ligesom han blev distriktslæge i Viborg samt stiftsfysicus fra 1893 til 1915. Under hans ledelse blev sygehuset blandt de første der foretog hjernekirurgi og operationer mod Basedows sygdom. Efter 37 år i Viborg gik Heiberg på pension, og tilbragte sit otium på landejendommen ”Petersdal” ved Hald Sø. Her skabte han en stor fuglesamling, som efter hans død i 1920 blev skænket til Viborg by, og den kan i dag opleves på Viborg Museum.
Heiberg blev Ridder af Dannebrog 1883, Dannebrogsmand 1899 og Kommandør af 2. grad 1910.
Han er begravet på Viborg Kirkegård. Der er rejst et monument for Heiberg ved Viborg Sygehus med en buste af Harald Quistgaard, udført 1923.
Der findes et xylografi af Heiberg fra 1896. Karikatur af Alfred Schmidt fra 1910. Portrætmaleri af Knud Larsen fra 1912 (Viborg Amtssygehus). Fotografier af Hansen & Weller og 1901 af Jens Petersen.